# Sitio de Cartagena (1873)
El Sitio de Cartagena hace referencia a las operaciones militares que tuvieron lugar en esta ciudad entre las fuerzas cantonalistas y las tropas gubernamentales, durante el trasfondo de la rebelión cantonal.
Cartagena, importante fortaleza militar y una de las bases de la Armada Española, se convirtió en el principal epicentro del movimiento cantonal. Debido a la fortaleza de sus defensas, su resistencia se alargó durante varios meses y por ello se convirtió en el centro cantonal que más tiempo duró la rebelión; concretamente hasta el 12 de enero de 1874, cuando se produjo la rendición de las tropas que la defendían y la huida por mar de numerosos cantonalistas. Su caída significó el punto final de este acontecimiento que agitó tan profundamente a la Primera República Española durante su corta existencia.

## Antecedentes: la rebelión cantonal
La insurrección cantonal tuvo lugar durante la Primera República entre julio de 1873 y enero de 1874, y fue protagonizada por los republicanos federales «intransigentes» que querían instaurar inmediatamente la república federal desde abajo hacia arriba sin esperar a que las Cortes Constituyentes elaboraran y aprobaran la nueva Constitución Federal, tal y como defendía el presidente del Poder Ejecutivo de la República, el también republicano federal Francisco Pi y Margall, apoyado por los sectores «centrista» y «moderado» del Partido Republicano Democrático Federal que tenían la mayoría en la cámara.
El 1 de julio de 1873 los diputados federales «intransigentes» se retiraron de las Cortes y constituyeron en Madrid un Comité de Salud Pública que llamó a la insurrección. Esta se inició el 12 de julio de 1873 en Cartagena –aunque tres días antes había estallado la Revolución del Petróleo de Alcoy por iniciativa de la sección española de la Asociación Internacional de Trabajadores (AIT)– extendiéndose en los días siguientes por las regiones de Andalucía, Murcia y Valencia. En estas zonas se formaron cantones, lo que da el nombre a la rebelión, cuya federación desde abajo hacia arriba constituiría la Federación Española –en cuyo nombre se produjo la rebelión, por lo que la acusación de que fue una revuelta separatista no tiene ningún fundamento–. La teoría política en que se basó el movimiento cantonal fue el federalismo pactista de Francisco Pi y Margall contra cuyo gobierno se alzaron, paradójicamente, los republicanos federales «intransigentes». Al fracasar la política de Pi y Margall de combinar la persuasión con la represión para poner fin a la insurrección, el gobierno que le sustituyó presidido por el «moderado» Nicolás Salmerón no dudó en emplear al ejército dirigido por los generales Arsenio Martínez Campos y Manuel Pavía para aplastar la rebelión, política que acentuó el siguiente gobierno del también «moderado» Emilio Castelar, que, tras suspender las sesiones de las Cortes, prosiguió el asedio del Cantón de Cartagena, el último reducto de la rebelión.

## Desarrollo de las operaciones

### Establecimiento del sitio
La victoria del ejército de Martínez Campos en la batalla de Chinchilla le dejó el paso libre para ocupar la ciudad de Murcia. Así el día 11 de agosto era disuelta su Junta Revolucionaria –unos 1000 cantonalistas lograron huir a Cartagena–, por lo que solo quedó «Cartagena como símbolo de la lucha por la autonomía federativa, pero no, subrayémoslo, del separatismo que les atribuían los enemigos de los republicanos en un afán de restarles adeptos». Cuatro días después Martínez Campos comenzaba el cerco por tierra de Cartagena que iría estrechando poco a poco y enseguida enviaba un informe al ministro de la Guerra en el que le manifestaba lo difícil que sería rendir la plaza dadas las magníficas defensas naturales y militares que poseía por lo que solicitaba un incremento considerable de sus fuerzas, junto con el bloqueo completo por mar, y aun así el asedio duraría varios meses, tiempo suficiente para que «las Cortes voten la Constitución federal o cantonal que les dé el triunfo sin haber ellos arriado la bandera», advierte en un tono pesimista Martínez Campos. Además en el informe defiende la mano dura para los jefes y oficiales que hayan participado en la rebelión por su carácter «antisocial, antipatriótico y tan contraria al Ejército». Ciertamente, la ciudad entera está amurallada y hay baterías de defensa en las colinas circundantes. Los bombardeos son habituales, y se llega a cortar el suministro de agua y alimentos.
El día 18 de septiembre el periódico El Cantón Murciano de Cartagena publicaba la alocución que «Antonete» Gálvez había dirigido a las tropas cantonalistas al ser nombrado comandante general de la fuerza ciudadana, que acababa así: «al que os diga que esta plaza se entregará, prendedle en el acto, que ese es un traidor. Esta plaza no se entregará nunca». La moral de los 75 000 habitantes de Cartagena en aquellos momentos aún se mantenía alta, como lo muestra esta copla que se cantaba por la ciudad:

Castillo de las Galeras,

Ten cuidao al dispará

Porque va a pasá mi amante

Con la bandera encarná.

### Operaciones navales
Una muestra de la voluntad del Cantón de Cartagena de seguir combatiendo fue que las expediciones marítimas continuaron a pesar del revés sufrido por la anterior pérdida de las fragatas Almansa y Vitoria: entre el 11 y el 14 de septiembre a Torrevieja con Gálvez a bordo del Fernando el Católico, obteniendo armas y abundantes subsistencias requisadas a una compañía de voluntarios «centralistas» que fue disuelta por los cantonales; el 15 de septiembre a Águilas con Contreras al mando de las fragatas Numancia y Méndez Núñez y el Fernando el Católico, consiguiendo tras tomar como rehenes a varios comerciantes 3500 duros más vino, aceite, harina, cabras, carneros y cerdos; el 19 de septiembre a Alicante que es amenazada con el bombardeo si no se rinde, aunque la intervención de la fragata blindada británica Lord Warden obliga a las fragatas cantonales a aplazarlo hasta el 27 de septiembre, siendo respondido por los cañones situados en el castillo de Santa Bárbara y en el muelle, lo que obliga a la flota cantonal a desistir de sus intenciones y regresar a Cartagena.
La amenaza del bombardeo de Alicante dio lugar a negociaciones, que finalmente no tuvieron éxito, entre las autoridades civiles de Alicante a través del cuerpo consular acreditado en la ciudad y los jefes de la armada cantonal, que fueron aprobadas por el gobierno de Emilio Castelar. El general Martínez Campos, jefe del ejército que desde el 15 de agosto tenía cercada por tierra Cartagena, se opuso enérgicamente a las mismas porque como había afirmado en un informe anterior enviado al gobierno, éste «no debe admitir transacción, ni indultar, [sino] ahogar con la sangre de las cabezas esta revolución bastarda». Martínez Campos presentó la dimisión que le fue aceptada, siendo sustituido el 25 de septiembre por el general Francisco de Ceballos, otro militar alfonsino.

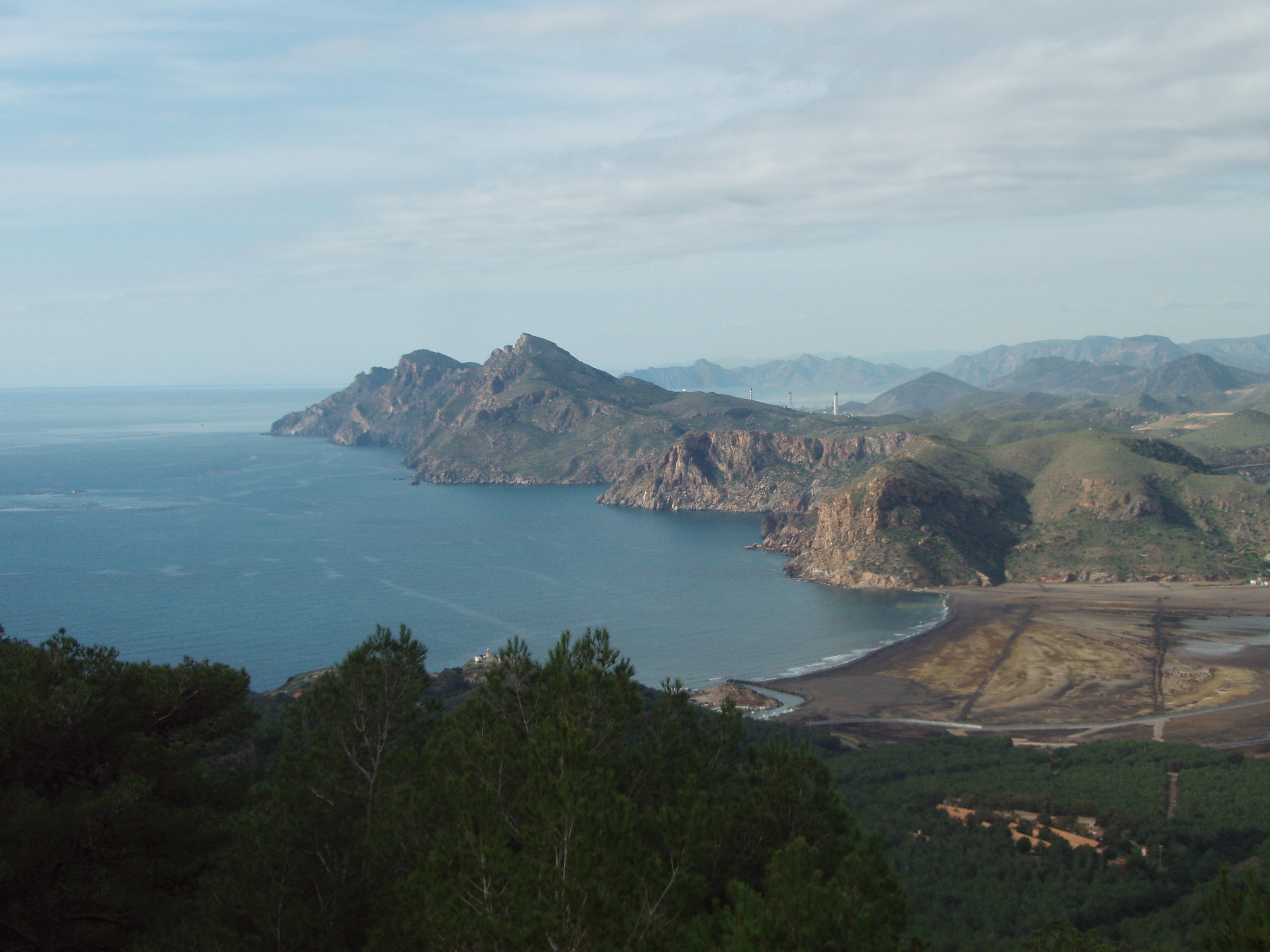
Bahía de Portmán.

El primer intento del gobierno de Castelar para acabar con la flota cantonal de Cartagena se puso en marcha en 5 de octubre cuando una flota al mando del contralmirante Miguel Lobo y Malagamba zarpó de Gibraltar, donde les habían sido entregadas las fragatas Almansa y Vitoria por las autoridades británicas, con rumbo a Cartagena. El 11 de octubre le sale al encuentro la flota cantonal al mando del general Contreras que avista a la flota «centralista» del contralmirante Lobo a la altura del cabo de Palos, dando lugar al combate naval de Portmán que duró dos horas y media –en el que hubo 7 muertos y 38 heridos del lado cantonal, y 11 muertos y 32 heridos del lado gubernamental– y en el que intervino la fragata francesa Semíramis que se interpuso entre la fragata Vitoria y la Numancia para evitar que se embistieran. «El resultado del combate naval fue indeciso y las consecuencias no modificaron la proporción entre ambas escuadras». Hubo un segundo encuentro entre las dos escuadras el 16 de octubre pero el contralmirante Lobo rehusó el combate y puso rumbo a Gibraltar –Lobo arguyó que la flota cantonal era muy superior y que temía la indisciplina de sus tripulaciones, pero fue inmediatamente destituido por el ministro de Marina que nombró en su lugar al almirante Nicolás Chicarro–.
La huida de la flota echó abajo el proyecto del gobierno de Castelar de cercar Cartagena por mar y por tierra, única forma de conseguir la capitulación de la plaza, en opinión del general Ceballos que estaba al frente del ejército que la sitiaba por tierra. Por otro lado la huida de la flota gubernamental elevó considerablemente la moral de los cantonales cartageneros por lo que su flota se hizo a la mar el 17 de octubre, llevando a bordo a la mayor parte de la Junta con Roque Barcia y el general Juan Contreras y Román a la cabeza, para intentar restablecer el Cantón Valenciano –a la altura de Alicante la Numancia embistió por la noche accidentalmente al Fernando el Católico y éste se hundió en pocos minutos, muriendo 17 tripulantes–. El 19 la escuadra fondeó en el Grao de Valencia apoderándose de los víveres y del dinero de los barcos mercantes que estaban allí fondeados, pero su llegada no provocó el esperado levantamiento cantonal en la ciudad, por lo que los barcos levaron anclas el 21 de octubre y el 22 regresaron a Cartagena junto con los barcos apresados en el puerto de Valencia.

### La resistencia del Cantón

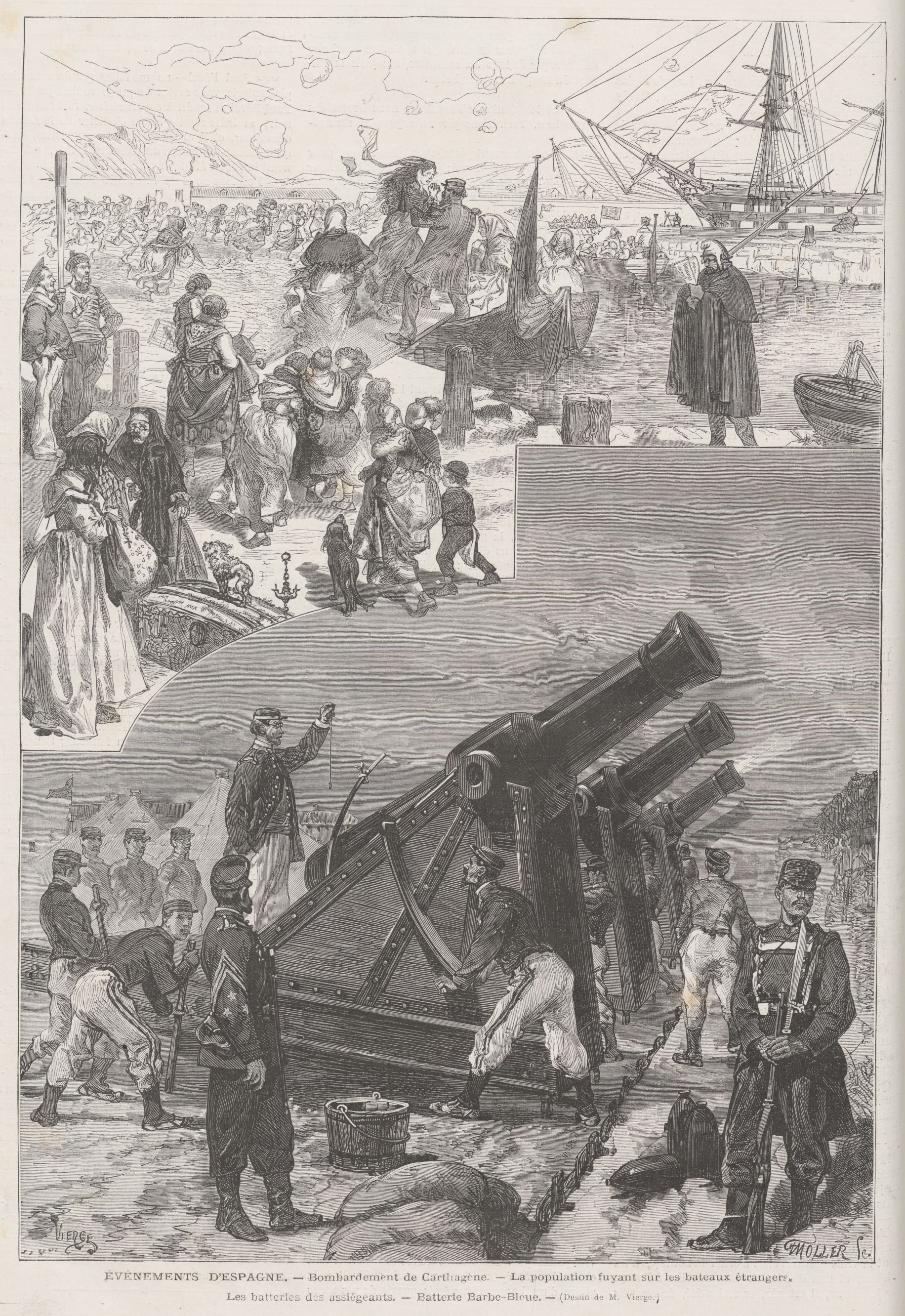
Bombardeo de Cartagena.

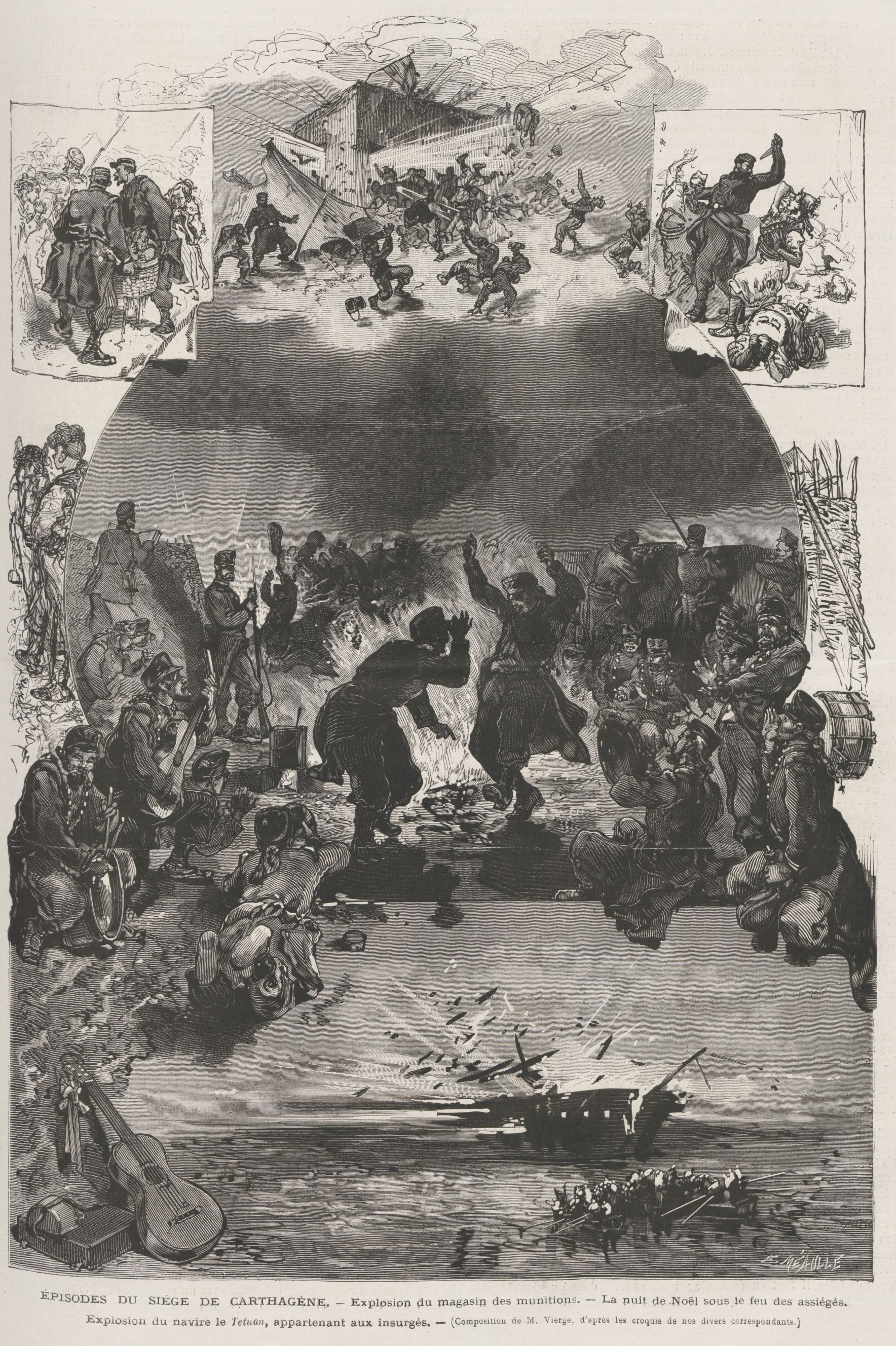
Episodios del asedio a la ciudad.

Por esas fechas empiezan a circular los «duros cantonales» por valor de cinco pesetas, que sustituyen a las monedas de dos pesetas que se habían empezado a acuñar a principios de septiembre, y que tenían mayor valor intrínseco del que se les atribuía. En el decreto de la Junta en que se aprobó su acuñación se decía: «[Cartagena] quiere ser la primera que esparza por el mundo un testimonio vivo, de imperecedera memoria que recuerde a las futuras generaciones el grito de justicia y fraternidad».
A finales de octubre y principios de noviembre de 1873 aparecen las primeras muestras de cansancio entre la población por el largo asedio al que está sometida Cartagena desde mediados de agosto. Así el 2 de noviembre una manifestación exige la celebración de elecciones, a lo que la Junta Soberana de Salvación accede, pero su resultado no varía la composición de la Junta. Mientras tanto el general Ceballos logra introducir espías y provocadores dentro de la ciudad que llegan a ofrecer dinero a los líderes del Cantón que éstos rechazan aunque sí lo aceptan algunos oficiales que serán detenidos y encarcelados el 21 de noviembre.
El desánimo y la desmoralización de los sitiados aumentaron cuando a finales de noviembre comenzó el bombardeo de la ciudad, que era lo que pretendía el gobierno cuando el 14 de noviembre el ministro de la Guerra José Sánchez Bregua comunicó al general Ceballos que «sería conveniente arrojar 5000 proyectiles a la plaza porque así se podría quebrantar el ánimo de los defensores o cuando menos molestarles, para no dar lugar a que permanezcan como han permanecido, completamente tranquilos». El bombardeo comenzó el 26 de noviembre de 1873 sin previo aviso y se prolongó hasta el último día del asedio, el 12 de enero de 1874, contabilizándose en total 27 189 proyectiles, «un verdadero diluvio de fuego», que causaron 800 heridos y doce muertos y destrozos en la mayoría de los inmuebles –sólo 28 casas quedaron indemnes–. Fue respondido por los cañones de los castillos de Cartagena y de las fragatas, pero fueron mucho menos efectivos dada la dispersión de las fuerzas gubernamentales que sitiaban la plaza por tierra. Sólo hubo algunos momentos de tregua gracias a la mediación de la Cruz Roja que permitieron la evacuación de mujeres y niños en barcos de guerra británicos e italianos. La mediación ofrecida por el cónsul inglés y el jefe de la escuadra italiana fue rechazada porque sólo se consideraba la rendición.
Tras la primera semana de bombardeo en que los sitiadores se percataron de que las defensas de Cartagena seguían intactas, el general Ceballos presentó la dimisión, alegando motivos de salud y la «escasez de recursos para tomar la plaza en el plazo que interesa al Gobierno» –es decir, antes de que se reabran las Cortes el 2 de enero que previsiblemente obligarán a dimitir a Castelar–. El 10 de diciembre es sustituido por el general José López Domínguez, que es también un general antirrepublicano y además es sobrino del general Serrano el líder del monárquico Partido Constitucional. En la entrevista que mantuvo en Madrid con Castelar éste le insistió en que debía conseguir la rendición de Cartagena costara lo que costara antes del 2 de enero. En aquel momento las fuerzas de López Domínguez sumaban cerca de 8000 hombres frente a los 10 000 que defendían Cartagena, pero la situación dentro de la ciudad era dramática pues no había medios suficientes para atender a los heridos –sólo había tres médicos para atender los dos hospitales de la ciudad, que a fines de diciembre ya no contaba con camas suficientes y muchos enfermos o heridos se encontraban en el suelo–, la carne escaseaba y el pan era de mala calidad, y los duros cantonales habían dejado de circular. Lo único positivo era que se contaba con existencias suficientes de sardinas saladas y bacalao para mantener muchos meses el sitio. Para levantar los ánimos Roque Barcia, entonces vicepresidente de la Junta y director del periódico El Cantón Murciano, lanza un manifiesto el 19 de diciembre titulado «Protesta al mundo» en el que, después de exponer la trágica situación que vive la ciudad después de 25 días de bombardeos día y noche, dice:

Se está cometiendo un atentado contra el derecho de familia, de la guerra, de la patria, de la civilización, del Evangelio. [...] En nombre del pueblo y de Dios preguntemos a todas las naciones cristianas si puede caber juicio contra la víctima y el verdugo. [...] Sea notorio que somos los guardadores de la República Federal votada en las Cortes Constituyentes.

Dos días después el gobierno ordena al general López Domínguez que sus cañones sólo lancen proyectiles a los fuertes y que dejen de bombardear la zona urbana, alegando razones humanitarias.

### La rendición de Cartagena

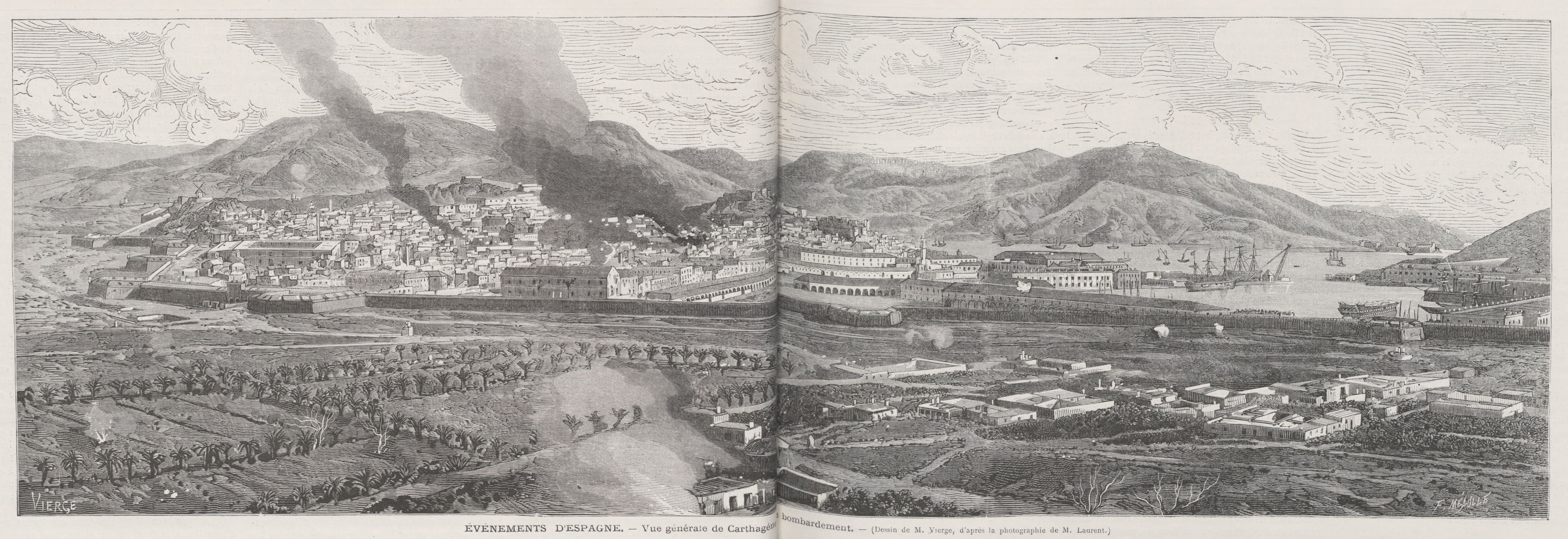
Vista general de la ciudad.

Cuando se reabrieron las Cortes el 2 de enero de 1874 el capitán general de Madrid, Manuel Pavía tenía preparadas a sus tropas para el caso de que Castelar perdiera la votación parlamentaria. En lado contrario batallones de Voluntarios de la República estaban preparados para actuar si vencía Castelar –de hecho, según Jorge Vilches, «los cantonales cartageneros habían recibido la contraseña de resistir hasta el 3 de enero, día en que siendo derrotado el Gobierno Castelar se formaría uno intransigente que "legalizaría" su situación y "cantonalizaría" España»–. Al abrirse la sesión intervino Nicolás Salmerón para anunciar que retiraba su apoyo a Castelar. Le respondió Emilio Castelar haciendo un llamamiento al establecimiento de la «República posible» con todos los liberales, incluidos los conservadores, y abandonando la demagogia.
A continuación se produjo la votación en la que el gobierno de Castelar salió derrotado por 100 votos a favor y 120 en contra. Entonces el diputado constitucional Fernando León y Castillo hizo llegar el resultado al general Pavía, quien dio la orden de salir hacia el Congreso de los Diputados a los regimientos comprometidos y él personalmente se situó en la plaza frente al edificio. Salmerón, al recibir la orden del capitán general en una nota entregada por uno de sus ayudantes en el que le decía «Desaloje el local», suspendió la votación y comunicó el gravísimo suceso a los diputados. Poco después fuerzas de la Guardia Civil entraron en el edificio del Congreso disparando tiros al aire por los pasillos que hicieron que prácticamente todos los diputados lo abandonaran. La presidencia del Poder Ejecutivo de la República y del gobierno la asumió Francisco Serrano, duque de la Torre, quien se fijó como objetivo prioritario acabar con la rebelión cantonal y con la tercera guerra carlista.

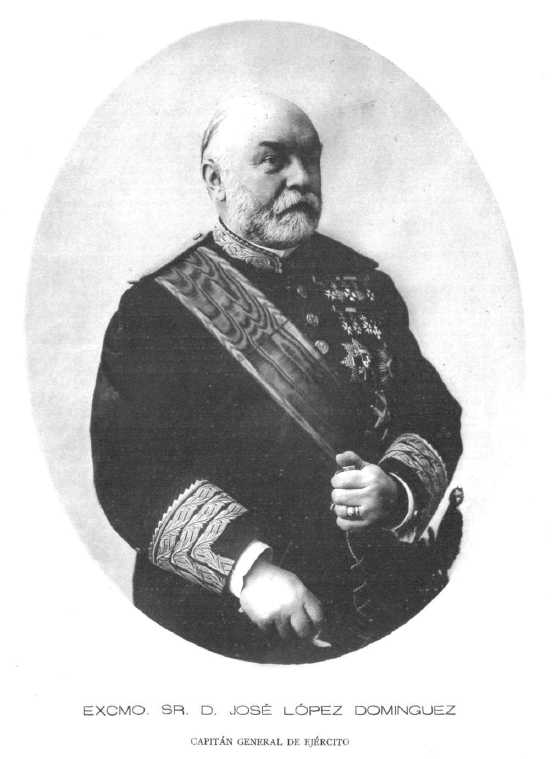
El general José López Domínguez en 1897.

Al conocerse en Cartagena el golpe de Estado de Pavía los sitiados perdieron toda esperanza de que su causa pudiese triunfar por lo que se plantearon la capitulación, aunque «estimulados por el terror que anuncia la próxima derrota, los cantonales hacen una desesperada y heroica defensa, como lo reconoce el propio general José López Domínguez», que manda el ejército gubernamental que sitia por tierra la plaza. A las 11 de la mañana del día 6 de enero explota el depósito de pólvora del Parque de Artillería de Cartagena, muriendo las 400 personas que allí se habían refugiado porque el Parque estaba más allá del alcance de los cañones enemigos. Por eso hay dudas de si la explosión la causó un proyectil lanzado por los sitiadores o de si se trató de un sabotaje. Fue el golpe definitivo a la capacidad de resistencia de los sitiados y ni «Antonete» Gálvez ni el general Contreras «lograron levantar el ánimo de aquel pueblo sometido a un castigo implacable». Ese mismo día 6 el ministro de Marina, el almirante Juan Bautista Topete ordenaba al jefe de la flota gubernamental que sitiaba Cartagena por mar, el almirante Chicarro, que impidiera la salida de cualquier barco para evitar la fuga de los insurrectos: «si intentasen burlar el bloqueo y lo lograsen, procederá V. E. a batirles, perseguirlos y apresarlos, aplicando las ordenanzas».
El 10 de enero el castillo de la Atalaya arría la bandera roja cantonal e iza la bandera española. Las tropas cantonales comandadas por «Antonete» Gálvez no pudieron impedir que las fuerzas del general López Domínguez, que personalmente negoció la rendición, se apoderaran del castillo hacia las 11 de la noche. Los cantonales acusaron al comandante del fuerte de haberlo entregado por dinero, pero el general López Domínguez no hizo mención a ningún soborno sino que la rendición se debió, según él, a que su situación era insostenible ya que carecían de agua y de alimentos. Lo cierto fue que la toma del castillo de la Atalaya, que por su situación topográfica dominaba el puerto, el Arsenal y los otros fuertes, selló la suerte de Cartagena ya que sólo quedaba la opción de negociar una rendición honrosa.
En la tarde del día siguiente, 11 de enero, se celebró una gran asamblea en la que además de los miembros de la Junta participan militares, voluntarios y movilizados. En ella se decidió a propuesta de Roque Barcia la rendición, a pesar de que el resto de los líderes del Cantón de Cartagena, entre ellos «Antonete» Gálvez y el general Contreras, defendieron continuar resistiendo. Poco después sale de Cartagena ondeando bandera blanca una comisión de la asamblea encabezada por dos representantes de la Cruz Roja para negociar la rendición con el general López Domínguez. A las 9 de la mañana del día siguiente, 12 de enero, se da lectura ante la asamblea a la contrapropuesta que llevará la Comisión a las condiciones exigidas por López Domínguez en su entrevista del día anterior, y que incluyen además de la aceptación del indulto por el delito de rebelión que les había ofrecido López Domínguez, exceptuando a los miembros de la Junta, el que se incluyan en el indulto los prisioneros de guerra hechos en Chinchilla y que se reconozcan los grados y empleos concedidos durante la insurrección, entre otras peticiones.
Mientras la comisión estaba parlamentando con el general López Domínguez, la mayor parte de los miembros de la Junta, encabezados por «Antonete» Gálvez y el general Contreras, junto con cientos de cantonalistas que también querían escapar, subieron a bordo de la fragata Numancia –los que no cupieron subieron a bordo de otros dos buques– que salió del puerto de Cartagena a las cinco de la tarde de ese día, 12 de enero, consiguiendo evadir el cerco de la flota gubernamental gracias a su gran velocidad y a la habilidad de su capitán, poniendo rumbo a Orán, a donde llegaron al día siguiente.
Mientras tanto la comisión volvió a Cartagena con las condiciones para la rendición ofrecidas por el general López Domínguez, que no habían variado sustancialmente de las iniciales, como suponían los miembros de la Junta que escaparon. La comisión comunicó a los sitiados que el general ya no negociaría más y que les había dado un plazo para aceptar sus condiciones que finalizaría a las 8 de la mañana del día siguiente, 13 de enero. Aceptadas éstas el general López Domínguez entró en Cartagena ese día al frente de sus tropas. Fue ascendido a teniente general y recibió la Cruz Laureada de San Fernando.
El final de la experiencia cantonal fue pagado por Gálvez con el exilio, pero la Restauración le permitió, mediante amnistía, regresar a su Torreagüera natal. En esta época entablaría una extraña y entrañable amistad con Antonio Cánovas del Castillo, máximo responsable de la Restauración, quien consideraba a Gálvez un hombre sincero, honrado y valiente, aunque de ideas políticas exageradas.

## Consecuencias

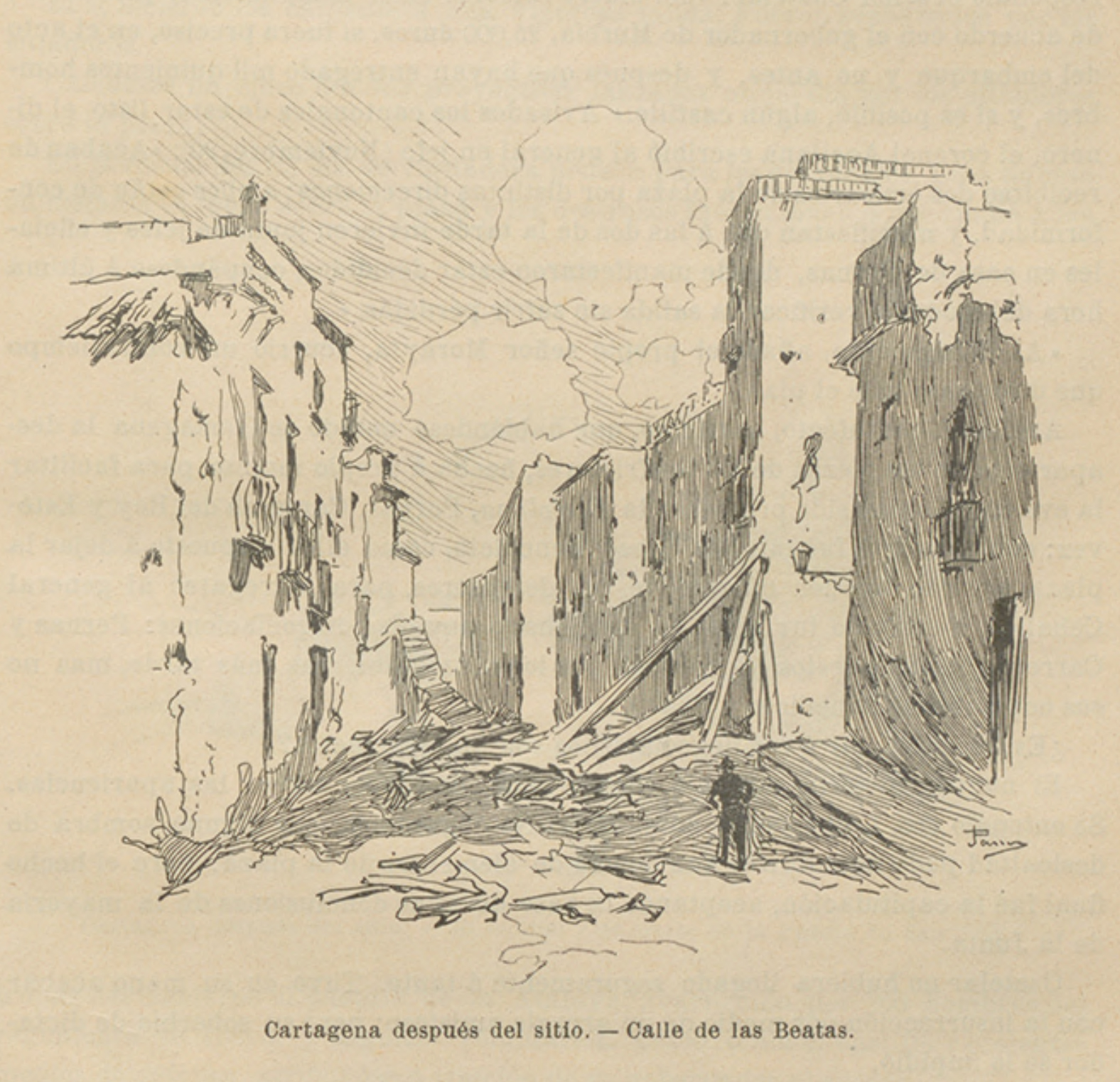
Cartagena después del sitio.—Calle de las Beatas.

Los términos de la capitulación de Cartagena concedidos por el general López Domínguez son considerados «razonables» dadas las costumbres al uso en la época, ya que quedaron «indultados los que entreguen las armas dentro de la plaza, tanto jefes como oficiales, clases e individuos de tropa de mar y tierra, institutos armados, voluntarios y movilizados», con la excepción de los «componen o han formado parte de la Junta Revolucionaria».
Tras el intenso asedio la ciudad fue devastada. Se calcula que, tras el bombardeo, más del 70 % de los edificios de la ciudad habían sido destruidos o presentaban graves daños; según otros cálculos 327 edificios fueron destruidos completamente y unos 1500 con grandes destrozos, entre ellos el ayuntamiento y la catedral, y solo 27 edificios en toda la ciudad quedaron intactos.